# Wahlbezirk Böhmen 107
Der Wahlbezirk Böhmen 107 war ein Wahlkreis für die Wahlen zum Abgeordnetenhaus im österreichischen Kronland Böhmen. Der Wahlbezirk wurde 1907 mit der Einführung der Reichsratswahlordnung geschaffen und bestand bis zum Zusammenbruch der Habsburgermonarchie.

## Geschichte
Nachdem der Reichsrat im Herbst 1906 das allgemeine, gleiche, geheime und direkte Männerwahlrecht beschlossen hatte, wurde mit 26. Jänner 1907 die große Wahlrechtsreform durch Sanktionierung von Kaiser Franz Joseph I. gültig. Mit der neuen Reichsratswahlordnung schuf man insgesamt 516 Wahlbezirke mit je einem zu wählenden Abgeordneten, die durch Direktwahl mit allfälliger Stichwahl bestimmt wurden. Der Wahlkreis Böhmen 107 umfasste die Gerichtsbezirke Leitmeritz (ohne die zum Wahlbezirk Böhmen 36 gehörenden Gemeinden Bauschowitz, Böhmisch Kopist, Brnian, Deutsch Kopist, Drabschitz, Hrdly, Keblitz, Podčapel), Auscha und Lobositz (ohne die zum Wahlbezirk 36 gehörenden Gemeinden Chodolitz, Chrastian, Jetschan, Opolan, Schöppenthal, Semtsch, Starrey, Trebnitz, Třiblitz, Tržemschitz, Wrbitschan). Nicht Teil des Wahlbezirks waren die Städte Leitmeritz, Lobositz und Auscha (Wahlbezirk Böhmen 80). Aus der Reichsratswahl 1907 ging der Deutsche Agrarier Franz Kutscher als Sieger hervor, der sein mandat auch bei der Reichsratswahl 1911 verteidigen konnte. Kutscher, der 1912 verstarb, folgte sein Parteikollege Karl Müller nach.

## Wahlergebnisse

### Reichsratswahl 1907
Die Reichsratswahl 1907 wurde am 14. Mai 1907 (erster Wahlgang) durchgeführt. Die Stichwahl entfiel auf Grund der absoluten Mehrheit von Anton Schäfer im ersten Wahlgang.
| Kandidat                                                                       | Partei                     | Wahlkreis- stimmen | Prozent |
| ------------------------------------------------------------------------------ | -------------------------- | ------------------ | ------- |
| Franz Kutscher                                                                 | Freialldeutscher Agrarier  | 6808               | 72,6 %  |
| Wilhelm Wilhelm                                                                | Sozialdemokratische Partei | 2343               | 25,0 %  |
| Ferdinand Divíšek                                                              | Christlichsoziale Partei   | 138                | 1,5 %   |
|                                                                                | Tschechischer Zählkandidat | 46                 | 0,5 %   |
|                                                                                | Sonstige Parteien          | 40                 | 0,4 %   |
| Wahlberechtigte: 11.375, Ungültige/Leere Stimmen: 138, Wahlbeteiligung: 83,6 % |                            |                    |         |

### Reichsratswahl 1911
Die Reichsratswahl 1911 wurde am 13. Juni 1911 durchgeführt. Die Stichwahl entfiel auf Grund der absoluten Mehrheit von Adam Fahrner im ersten Wahlgang.
| Kandidat                                                                       | Partei                     | Wahlkreis- stimmen | Prozent |
| ------------------------------------------------------------------------------ | -------------------------- | ------------------ | ------- |
| Franz Kutscher                                                                 | Agrarier                   | 5551               | 73,1 %  |
| Fritz Möser                                                                    | Sozialdemokratische Partei | 1876               | 24,7 %  |
|                                                                                | Christlichsoziale Partei   | 58                 | 0,8 %   |
|                                                                                | Sonstige Parteien          | 110                | 1,5 %   |
| Wahlberechtigte: 11.589, Ungültige/Leere Stimmen: 118, Wahlbeteiligung: 66,6 % |                            |                    |         |

### Reichsratsersatzwahl 1912
Die Reichsratswahl 1912 wurde am 7. Mai 1912 durchgeführt. Die Stichwahl entfiel auf Grund der absoluten Mehrheit von Karl Müller im ersten Wahlgang.
| Kandidat                                                             | Partei                     | Wahlkreis- stimmen | Prozent |
| -------------------------------------------------------------------- | -------------------------- | ------------------ | ------- |
| Karl Müller                                                          | Deutsche Agrarpartei       | 4621               |         |
| Fritz Möser                                                          | Sozialdemokratische Partei | 1293               |         |
| Hans Maschek                                                         | Deutschradikale Partei     | 1894               |         |
|                                                                      | Sonstige Parteien          | 31                 |         |
| Wahlberechtigte:?, Ungültige/Leere Stimmen: ?8, Wahlbeteiligung: ? % |                            |                    |         |